# 約翰·布萊特懷特 (犯罪學家)
约翰·布拉德福德·布雷思韦特（英語：John Bradford Braithwaite，（1951年7月30日—）），當代澳洲傑出犯罪學家，現為澳洲國立大學的特聘榮譽教授
，1989年以《犯罪、恥辱與再整合》（英語：Crime, Shame and Reintegration）一書
將標籤理論發展為明恥整合理論，是當代在標籤理論和修復性司法的代表人物之一。

## 註腳
1. ↑  . 澳洲國立大學.   [2013-10-24]. （原始内容存档于2014-12-28） （英语）.
2. ↑  
Braithwaite, John. . Cambridge University Press. 1989: 236 pages. ISBN 978-0521356688 （英语）.